# رين نوهارا
رين نوهارا كونويتشي  بالانكليزية (Rin Nohara) روماجي (のはらリン) شخصية خيالية في مانغا ناروتو ،من قرية كونوها أحد أعضاء فريق ميناتو بجانب هاتاكي كاكاشي وأوتشيها أوبيتو ، وهي أحد أهم الشخصيات في الأحداث، بصورة غير مباشرة .
موت رين نوهارا هو ما بدأ سلسلة الأحداث التي قادت في النهاية إلى حرب النينجا الرابعة العظمى

## خلفية
كانت فتاة ظريفة وودودة اهتمت بزملائها وأساتذتها ولديها كثير من الصفات المشابهة لـ ساكورا هارونو، مثل التقنيات الطبية وتسريحة الشعر .وهي أيضا لديها نفس الموقف من مثلث الحب في فريقها : أوبيتو أوتشيها كان مغرما بها، لكن هي كانت مغرمة بكاكاشي هاتاكي، لكن كانت أكثر سلبية في هذا من ساكورا، لم يكن حبها لكاكاشي واضحا بأي طريقة مقارنة بساكورا وساسكي، إلى أن اعترفت بذلك لكاكاشي فهي كانت تحبه كثيرا في سر لذالك كان اوبيتو كان يغار من كاكاشي وبعد موتها اراد اوبيتو الانتقام من كاكاشي لعدم وفي بوعد الذي وعده به، تسببة لكاكاشي عقدة نفسية حيت بدأ يبادلها نفس الشعور حيت كان يحلم بها وبتذكر كيف قتلها لذالك كان كاكاشي بارد الدم بعد مهمة الجسر كانابي.

## مهمة جسر كانابي
عندما أسرت رين من فبل النينجا الأعداء من قرية الصخرة، أوبيتو وكاكاشي ذهبا لإنقاذها تطلب الأمر بعض الوقت للحصول على مساعدة من كاكاشي .
لاحقا نصف جسم أوبيتو قد تحطم بسبب انهيار صخري في محاولة لإنقاذ كاكاشي . بطلب من أوبيتو زرعت رين شارينغان أوبيتو بديلا لعين كاكاشي المخربة .بعد انهيار الكهف على أوبيتو مما قتله، قال كاكاشي لها أن أوبيتو أكن مشاعر لها وبعدها بقيت صامتة لدقيقة قبل اعترافها بمشاعرها لكاكاشي، كاكاشي قال لها بما أنه استحقها فهو لاشيء سوى قمامة وأقسم على حمايتها تلبية لطلب أوبيتو .
رين تعتبر ميتة، وكما ذكر كاكاشي فهو فشل بحمايتها في أفكاره الأخيرة قبل أن يموت ....

## القدرات
بكونها نينجا طبيب فواجبها الأول كان مساعدة ودعم أصدقائها .
على الرغم من عمرها فهي أظهرت قدرتها على مداواة أصدقائها ومساعدتهم في مهمة ذات ترتيب عالي، وأظهرت موهبة كبيرة عندما قامت بزراعة الشارينغان لكاكاشي بسرعة باستعمال الأدوات الأساسية فقط